# Andrena dissimulans
Andrena dissimulans är en biart som beskrevs av Timberlake 1951. Andrena dissimulans ingår i släktet sandbin, och familjen grävbin. Inga underarter finns listade i Catalogue of Life.